# 大西頼包
大西頼包（おおにし よりかね、生没年不詳）は、戦国時代から安土桃山時代にかけての阿波国の武将。大西頼武の子、覚養の弟。上野介と称す。

## 経歴
戦国時代、大西氏は三好氏と密接な関係にあり、白地城を拠点として阿波西部に大きな勢力を誇っていた。やがて長宗我部元親が四国統一を目指して北上すると、四国の中央部に位置する白地城が当面の軍事目標とされた。当主の大西覚養は頼包を人質に出して一旦は和議を結んだが、背いて再び三好氏に通じたため、元親は白地城を攻め、覚養は讃岐国へと落ち延びた。
長宗我部氏に人質に出された頼包は元親より厚遇されてその家臣となり、覚養を説得して長宗我部側に投降させた。その後は讃岐の香川之景へ投降を呼びかける使者を務めたり、引田の戦いで羽柴秀吉方の仙石秀久を破るなど活躍した。